# Chaining the Katechon
Chaining the Katechon ist eine EP der französischen Black-Metal-Band Deathspell Omega.

## Entstehungsgeschichte
Die EP wurde am 8. Dezember 2008 von Norma Evangelium Diaboli und The Ajna Offensive veröffentlicht.
Gleichzeitig erschien das einzige Lied auf der EP, Chaining the Katechon, auf der Split-LP mit S.V.E.S.T., Veritas Diaboli manet in aeternum. Deren Material wiederum erschien separat auf der EP Veritas Diaboli manet in aeternum: Le Diable est ma raison. Beide EPs wurden als Digipak veröffentlicht. Norma Evangelium Diaboli beschreibt die Arbeit beider Bands als „Variation eines gleichen Themas, unabhängig und doch komplementär“.

## Titelliste
1. Chaining the Katechon – 22:12

## Stil
Chaining the Katechon verfolgt den experimentellen Stil des letzten Albums Fas – ite, maledicti, in ignem aeternum, unterscheidet sich aber musikalisch von diesem. Klanglich ähnelt es Diabolus absconditus und kompositorisch Kénôse, ohne diese zu kopieren. Es beginnt, anders als vorige Lieder der Band, direkt mit Blastbeats und unzusammenhängenden, dissonanten Akkorden. Die Vorgehensweise wurde mit der den Hörer absichtlich verstörenden des Free Jazz verglichen. Es folgt eine sehr ruhige Passage mit echten, kontinuierlichen Riffs.

## Text
Der Titel bezieht sich auf den Katechon aus dem 2. Brief des Paulus an die Thessalonicher, der als Aufhalter des Antichristen fungiert und damit auch die Wiederkunft Jesu Christi herauszögert. Folglich ermöglicht die Ankettung des Katechon die Freisetzung des Antichristen und damit das Eintreffen des Jüngsten Gerichts.
Im Text finden sich zahlreiche biblische Anspielungen, Bezüge zu Gedanken Georges Batailles und metaphysischer Philosophie.

## Rezeption
Justin Norton von about.com bezeichnete das Lied als „kreativen Ausbruch“ von mehr als 20 Minuten „einer der talentiertesten extremen Metal-Bands“. Er beschrieb es als anspruchsvollen, mehrschichtigen Black Metal, der sich wie ein Roman entwirre. Die Band scheine weniger Musik zu spielen, als Energie aus einer alternativen Dimension zu kanalisieren. Deathspell Omega könne sowohl musikalisch als auch philosophisch gewürdigt werden. Thom Jurek von Allmusic bezeichnete die Band als „technisch bewandert, sogar meisterhaft“. Les Éternels zufolge ist Chaining the Katechon „ein weiteres einzigartiges Werk“, das geduldig kennenzulernen sei, da es „zuhöchst unverdaulich“ sei und von Details wimmle.